# ポール・ルヌアール
シャルル＝ポール・ルヌアール（Charles Paul Renouard、1845年11月5日 - 1924年1月2日）は、フランスの画家、版画家。
19世紀末から20世紀初めに、新聞や雑誌の挿絵やイラストを描いたことで知られる。

## 生涯
1845年、フランス北中部にあるロワール＝エ＝シェール県ブロワのクル＝シュヴェルニに、職人の六男として生まれた。1859年に生計を立てるためパリに移り、パリ国立高等美術学校（エコール・デ・ボザール）で働いた。そこで製図技師としての能力を認められ、1868年に正式にボザールに入学した。画家のイジドール・ピルスに師事し、パリにある歌劇場ガルニエ宮の室内装飾を手伝う。
その後、新聞「イリュストラシオン」や雑誌「パリ・イリュストレ」に数多くの挿絵を提供し、ルポルタージュの素描家として人気を博した。また、1889年のパリ万博と1900年のパリ万博では2度の金賞を獲得するなど、その描写力や芸術性についても高い評価を得た。
1893年、レジオンドヌール勲章を授与され、1903年にはパリの国立高等装飾美術学校の教授となった。
1924年、パリで亡くなり、故郷ブロワの墓地に埋葬された。

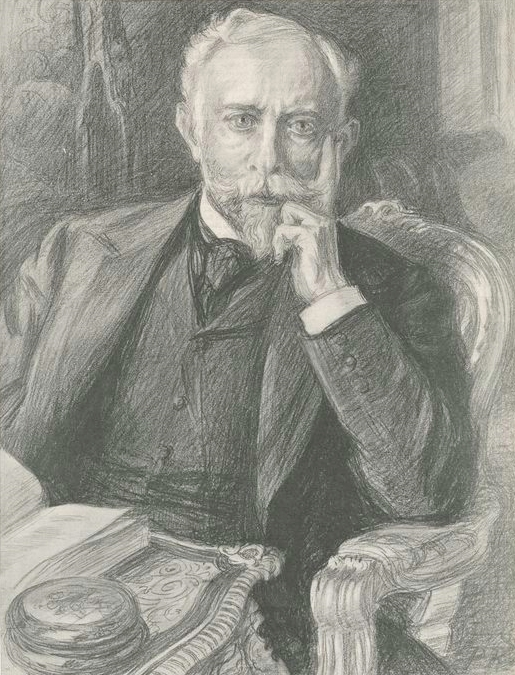
ポール・カンボンの肖像画（ニューヨーク公共図書館蔵）

## 影響
明治時代初期にパリで美術商として活躍した林忠正は、日本美術をヨーロッパに紹介する一方、日本の美術界に西洋美術の持つ精緻な再現力や描写力を学ばせようと、素描に定評のあるルヌアールに注目していた。そこで、フランスに留学している日本人画家に紹介するため、1894年にパリで「ポール・ルヌアール版画・素描展」を開催した。この展覧会のため林が集めたコレクションは、遺族から東京国立博物館へ寄贈された。
また、1930年にフランス第三共和政を題材としたノンフィクション『ドレフュス事件』を発表したことで知られる大佛次郎も、ルヌアールの制作した版画集をコレクションしていた。現在、この版画集『ドレフュス事件』(1899年) と『動き、身振り、表情』(1907年) に所収されている約300点の作品は、大佛次郎記念館が所蔵している。
2006年、林忠正の没後100年を記念し、東京国立博物館で「林忠正コレクション ポール・ルヌアール展」が開催された。